# Kupa (affluente della Kuta)
La Kupa (in russo Купа́?) è un fiume della Russia siberiana orientale tributario di destra della Kuta. Scorre nei rajon Nižneilimskij e Ust'-Kutskij dell'Oblast' di Irkutsk.
Il fiume scorre per lo più in direzione settentrionale. Lungo il suo basso corso corre la linea ferroviaria della Siberia orientale. La sua lunghezza è di 166 km; il bacino è di 3 460 km². Sfocia nella Kuta a 65 km dalla foce.